# Cimetière de la Trinité (division II)
Pour les articles homonymes, voir Cimetière de la Trinité.
Le cimetière de la Trinité (division II) (Dreifaltigkeitskirchhof II) est un cimetière évangélique à Berlin-Kreuzberg en Allemagne. C'est l'un des quatre cimetières évangéliques de la Bergmannstraße avec le cimetière de Luisenstadt, le cimetière de Jérusalem et de la nouvelle église (division IV) et le cimetière de Friedrichswerder.
Les cimetières de la Trinité étaient rattachés à la paroisse de l'église de la Trinité à Berlin-Friedrichstadt, détruite pendant la seconde Guerre mondiale. Les cimetières de la Trinité sont répartis à travers Berlin : la division I est à Berlin-Kreuzberg, la division III (de) est à Berlin-Mariendorf et la division IV (de) est à Berlin-Lankwitz.

## Description
Ce cimetière d'environ 49 000 m2 est caractérisé par ses nombreuses sépultures monumentales en forme de mausolées, chapelles funéraires ou tombes sculptées du XIXe siècle et du début du XXe siècle, parfois avec des enclos de fer forgé. Son emplacement à flanc de colline est plutôt inhabituel  pour un cimetière berlinois, ce qui lui donne un aspect remarquable, ayant été aménagé sur d'anciens vignobles. Ce cimetière est inscrit à la liste des monuments protégés de Berlin. Parmi les sépultures remarquables, l'on compte celle de la famille Westphalen (1833), la stèle du peintre Carl Blechen (1798-1840), la sépulture murale de style néogothique de la famille Hesse (1842) ou bien encore le mausolée de brique de la famille Epenstein (1843), conçu sans doute par Eduard Knoblauch ou l'un de ses collaborateurs. La tradition néoclassique est représentant par le mausolée de l'architecte Wilhelm Kunzemann (1868) pour lui-même et sa famille, en forme de temple à colonnes doriques. Non loin se trouve la sépulture de l'architecte Martin Gropius (1824-1880), dessiné par lui-même en 1868 avec une pergola rectangulaire, un espace clôturé avec des colonnes doriques et un entablement. Le visiteur retient aussi un relief de marbre de 1883 de Rudolf Siemering, représentant une allégorie de la Mort et de l'Art. L'on remarque le mausolée néogothique de l'ingénieur Carl Kneipp. Après 1870, la vogue est au style néo-renaissance. Un des monuments funéraires parmi les plus importants en taille et en décoration que l'on puisse trouver à Berlin est celui du richissime entrepreneur anobli, Friedrich Wilhelm von Krause (1802-1877) et de sa femme Flora von Krause, née Gallisch (1816-1873).
Le cimetière comporte aussi un carré militaire avec en son milieu une sépulture commune, entourée de quelques tombes individuelles. Trois cent quatre-vingt-dix-neuf victimes de la guerre y sont inhumées, dont la plupart ont été tuées au cours de bombardements ou bien sont des victimes mortes sous les bombes à la toute fin de la guerre. Des soldats et vingt-deux anonymes tuées dans l'année 1945 s'y trouvent. Trente soldats de la Première Guerre mondiale y reposent également.

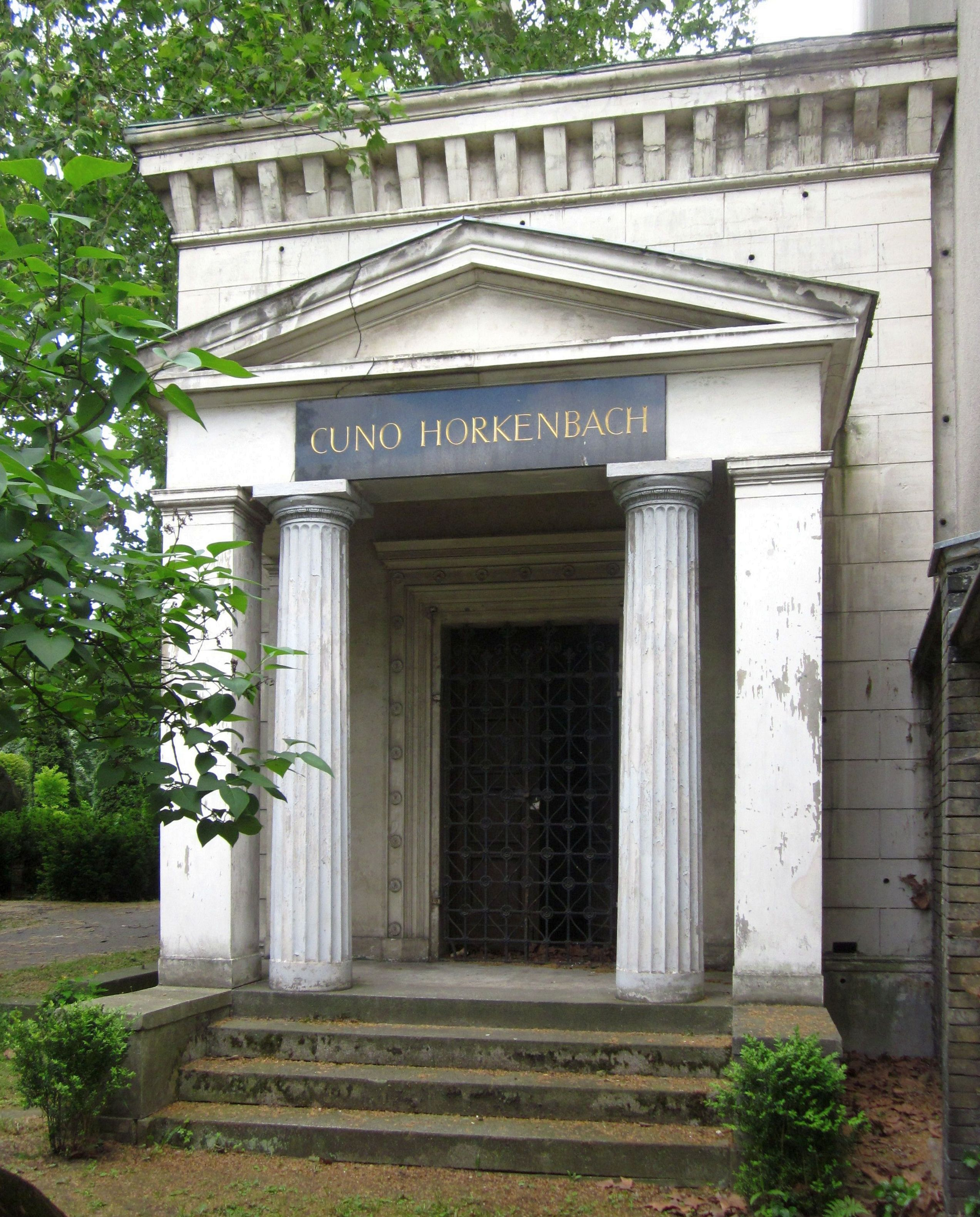
Mausolée néoclassique de la famille Horkenbach (dont l'éditeur Cuno Horkenbach 1883-1968) construit en 1860
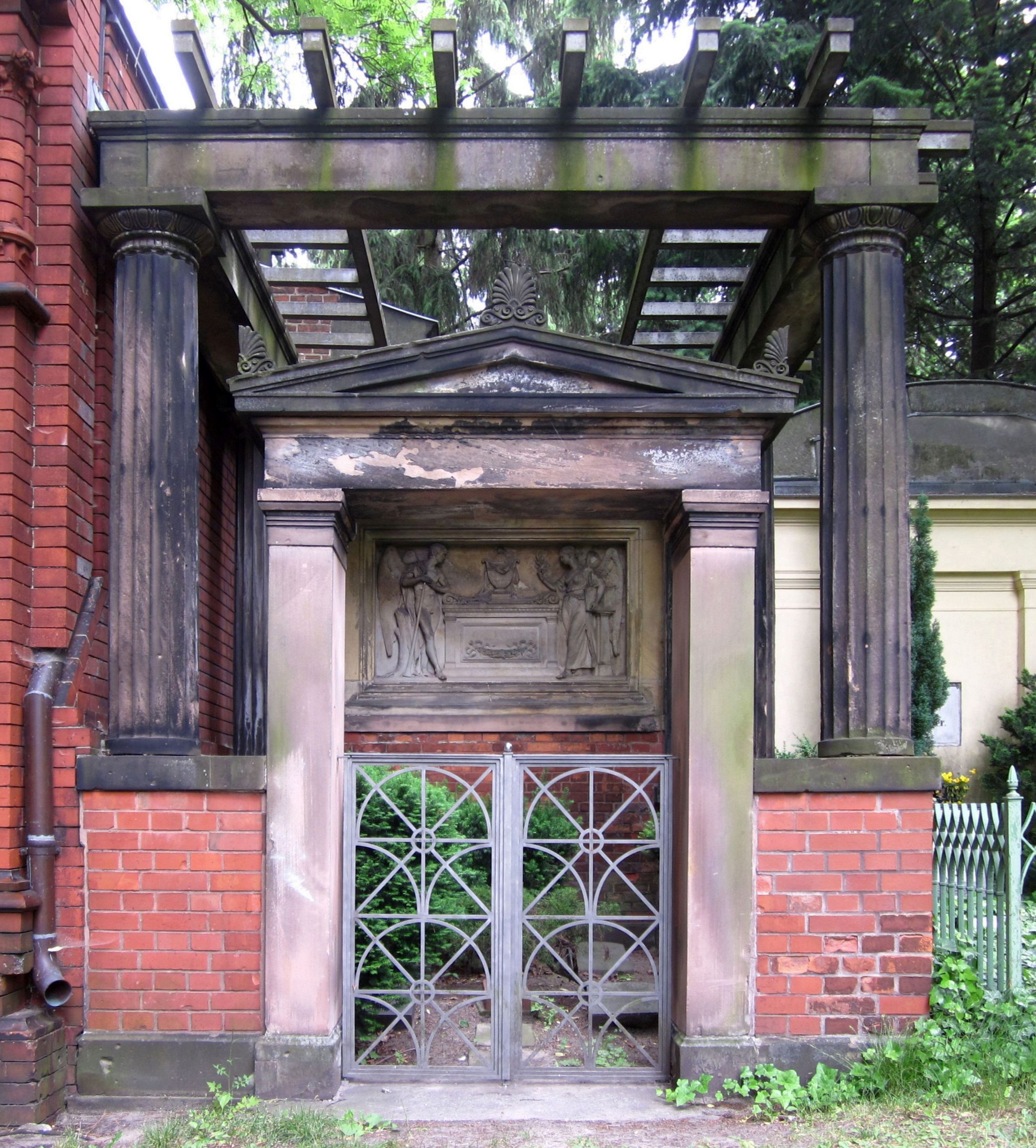
Tombe néoclassique de l'architecte Martin Gropius
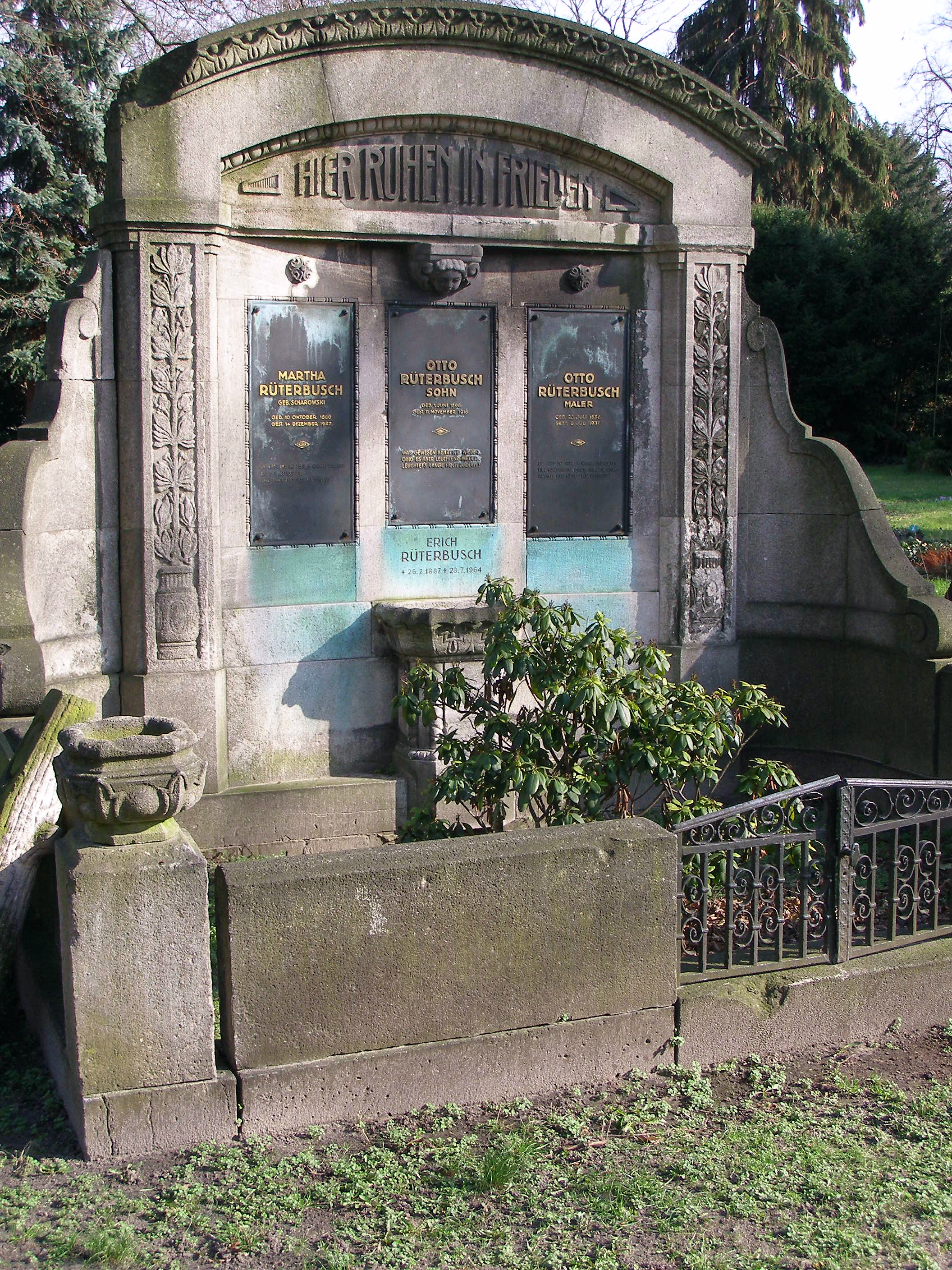
Tombe de la famille Rüterbusch
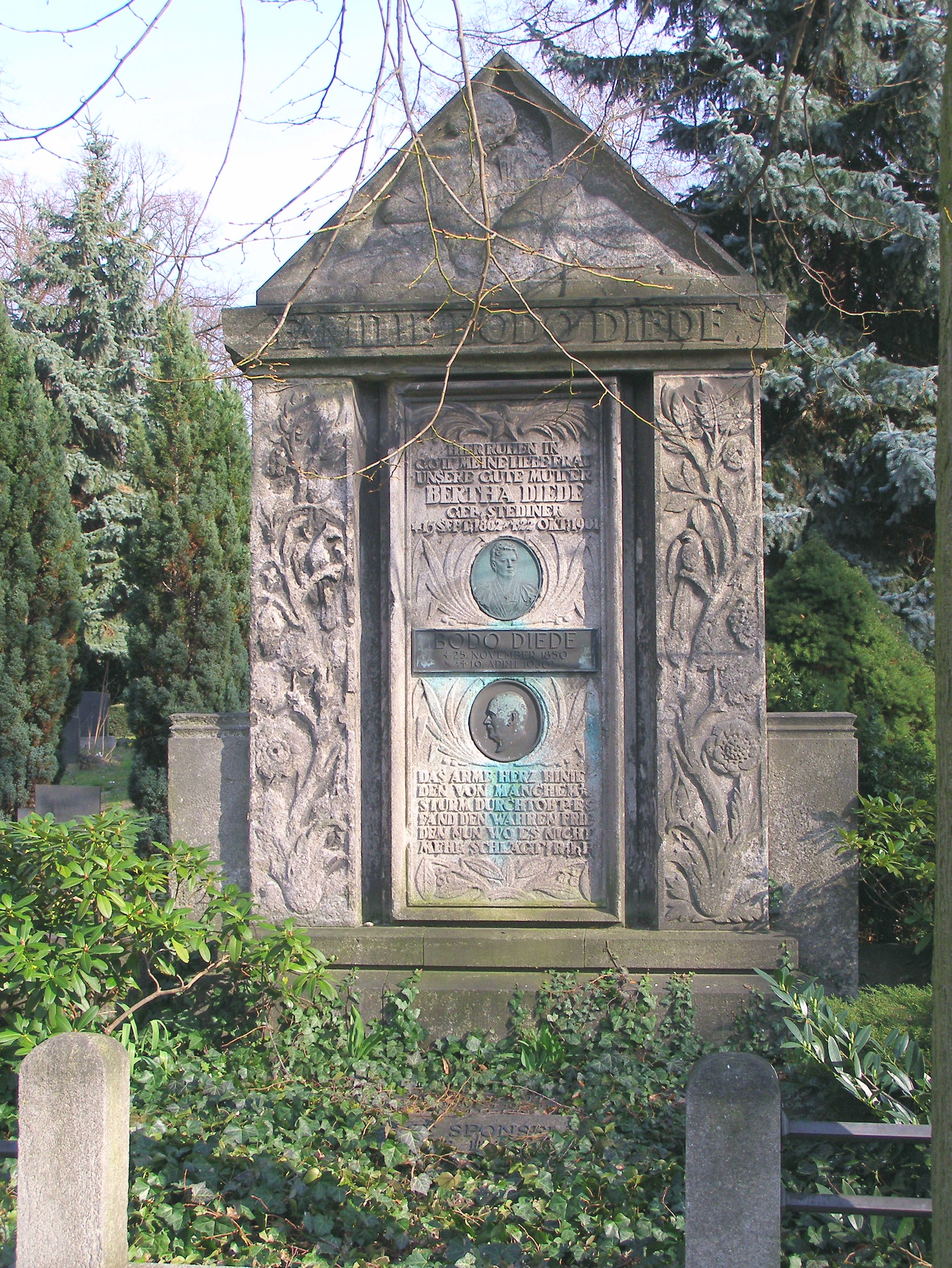
Sépulture Dilde avec médaillons et bas-reliefs
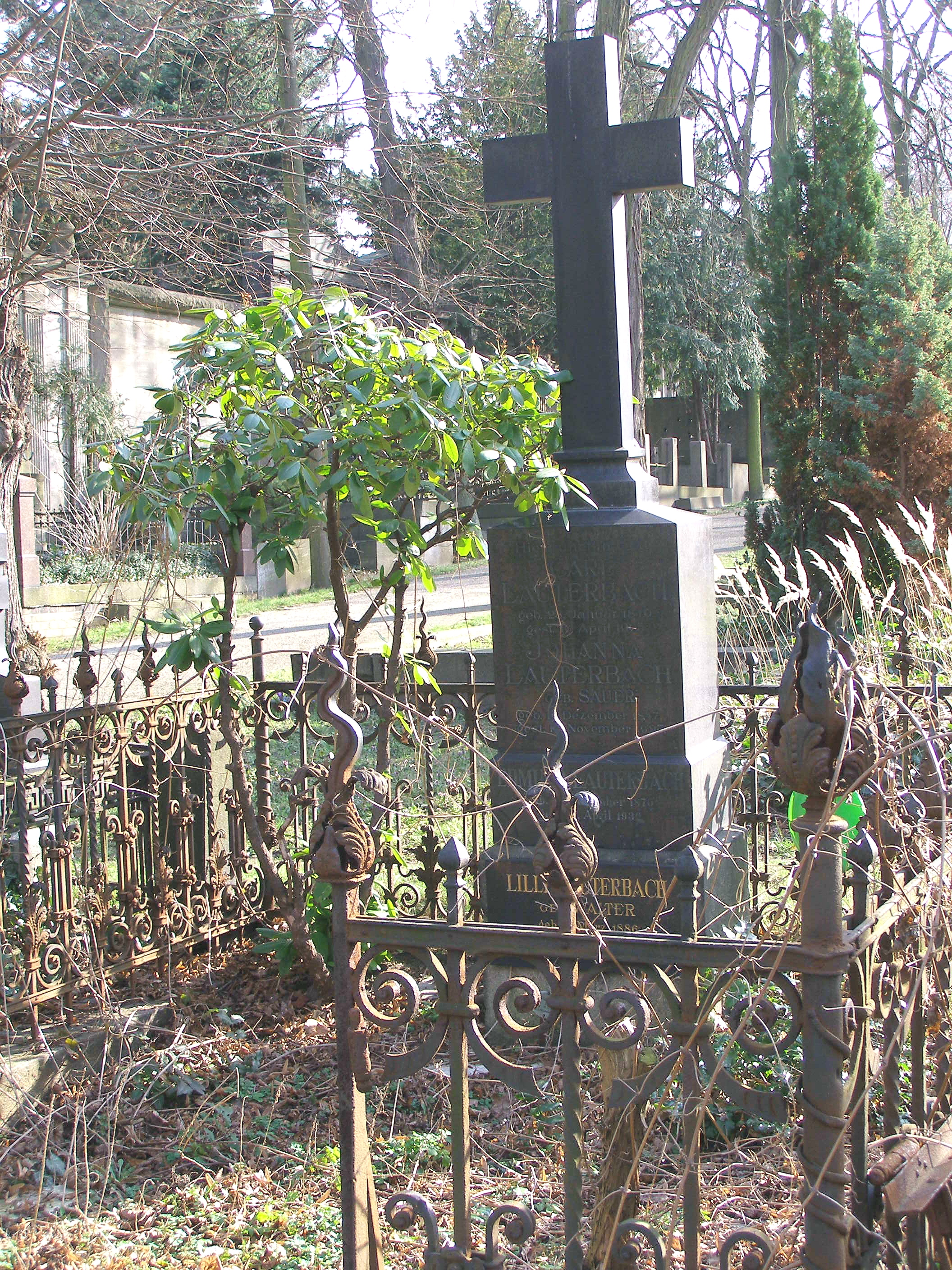
Tombe Lauterbach
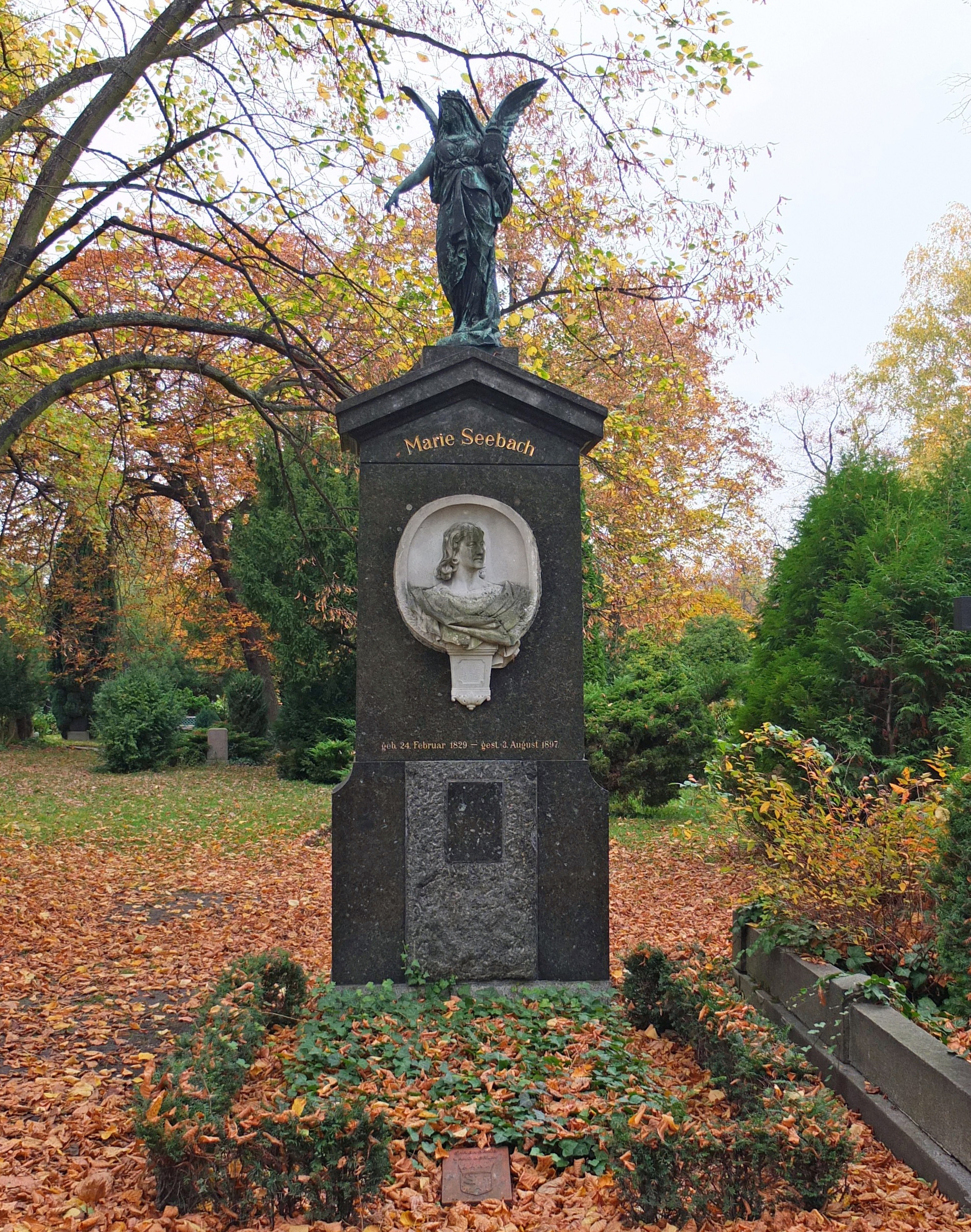
Sépulture avec buste de l'actrice et cantatrice Marie Seebach (1829-1897) surmontée d'un ange
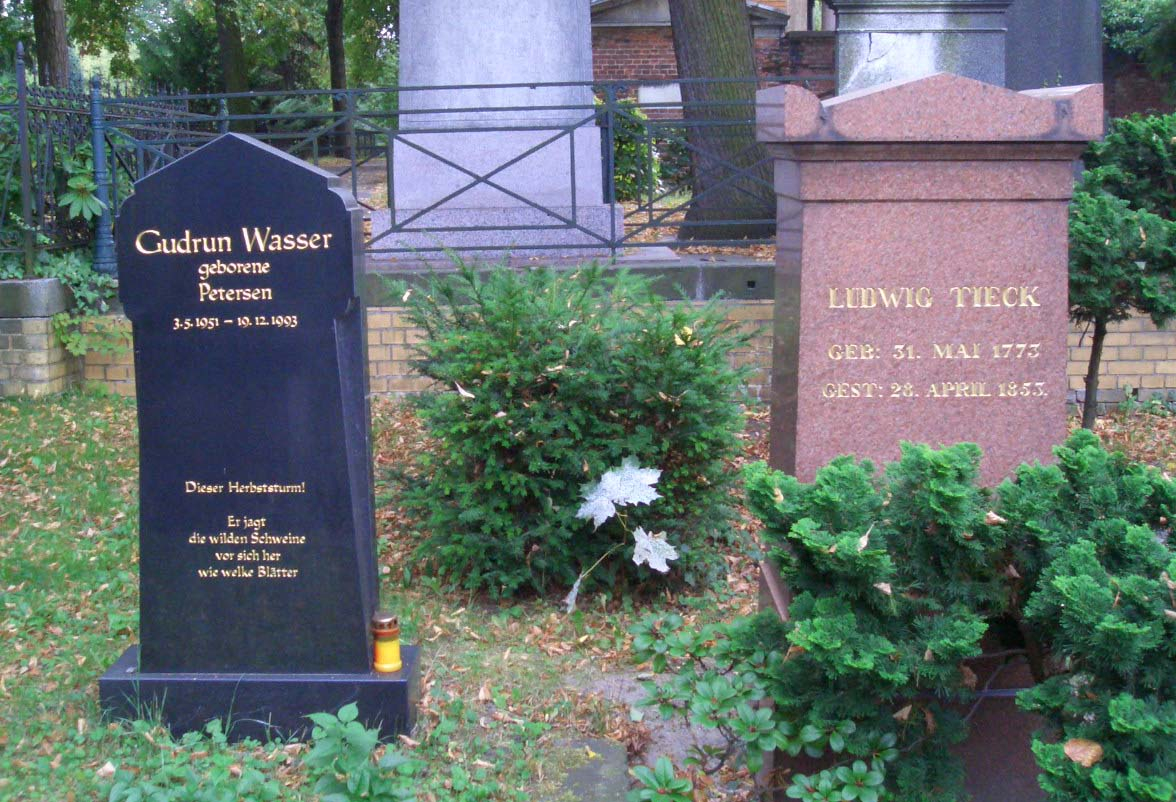
L'écrivain Ludwig Tieck (1773-1853) se trouve à côté de la poétesse Gundrun Wasser (1951-1993)
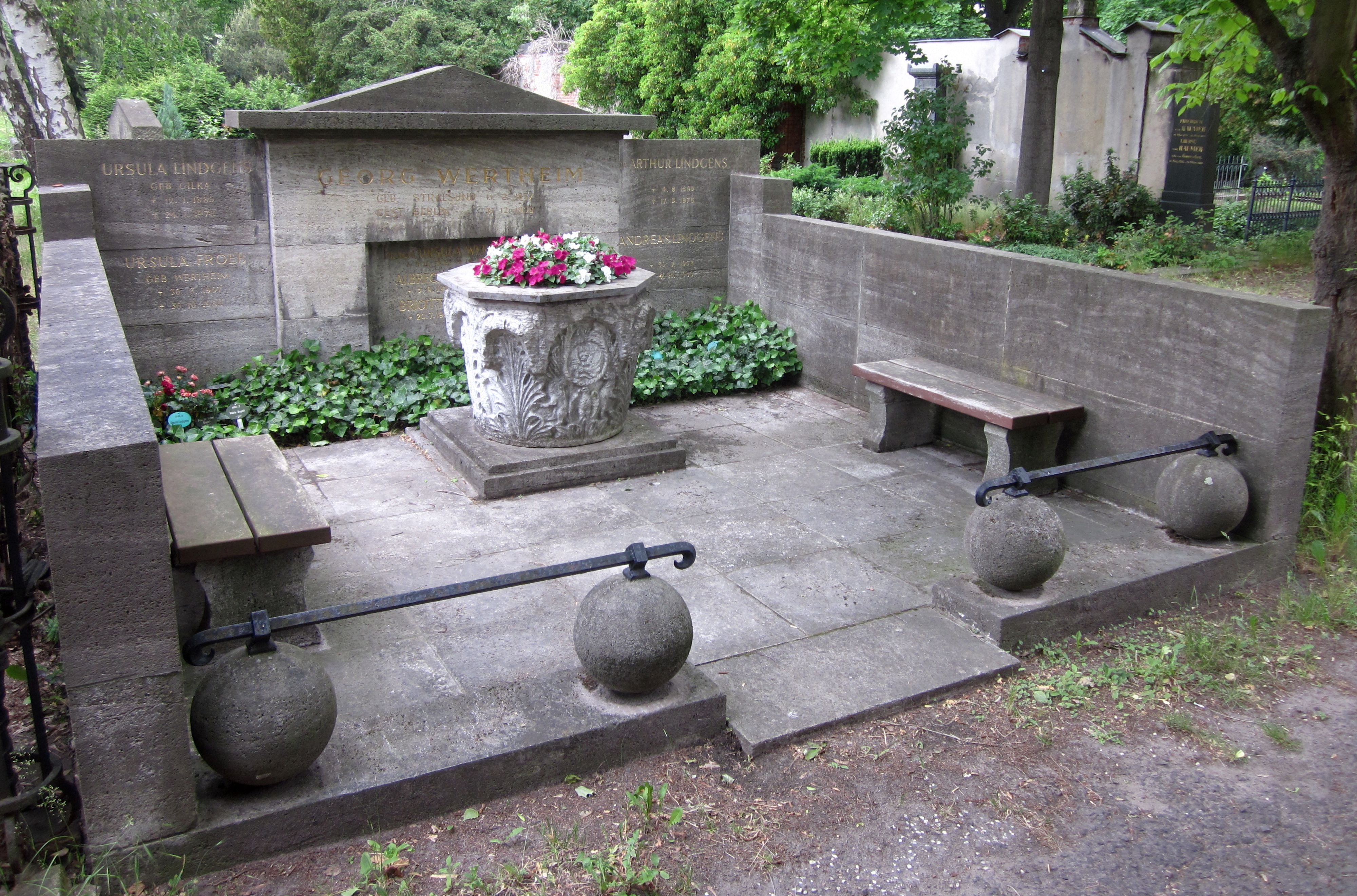
Sépulture de la famille du négociant Georg Wertheim (1857-1939) fondateur de la chaîne de magasins Wertheim.
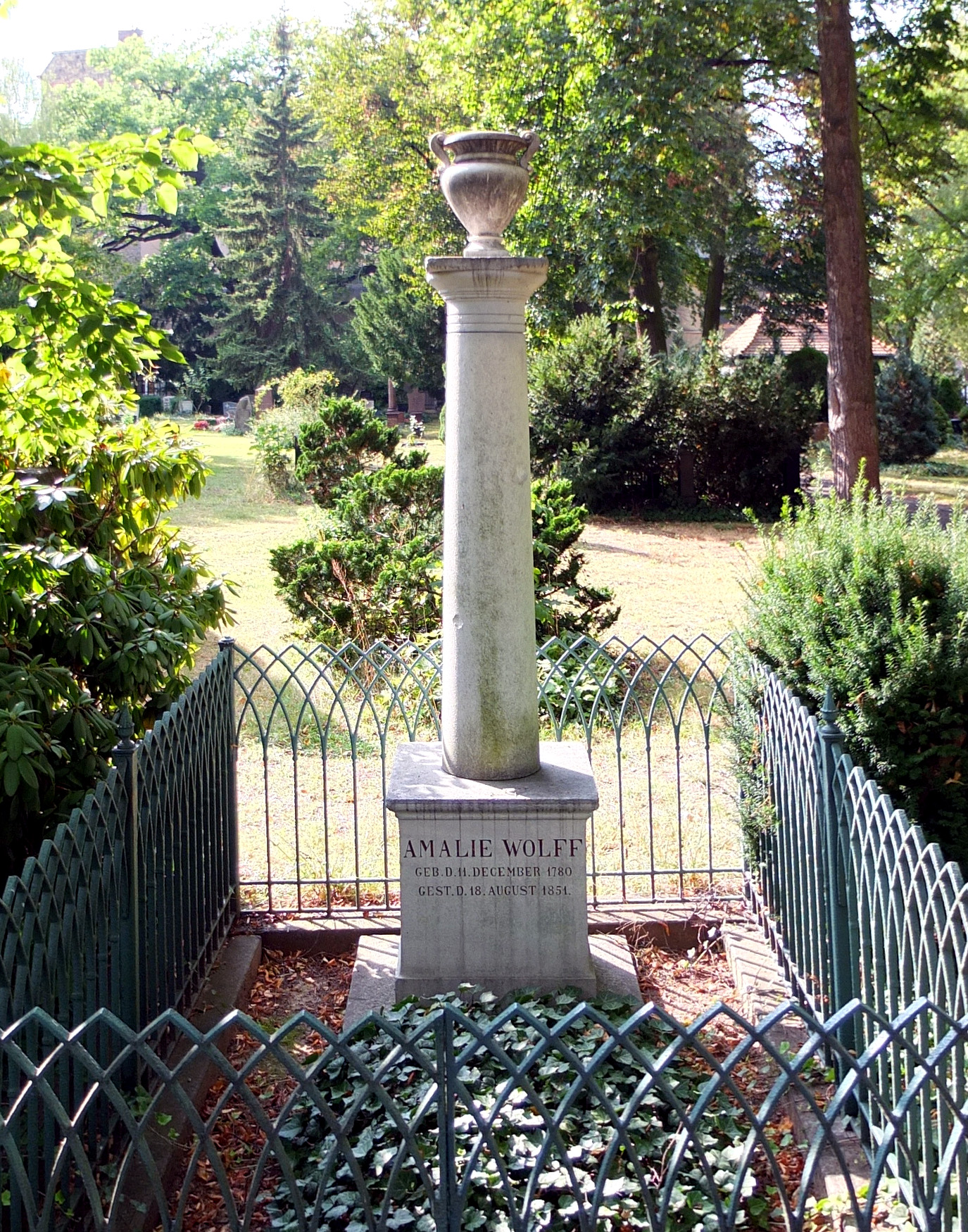
Sépulture en forme de colonne de l'actrice Amalie Wolff (1780-1851)
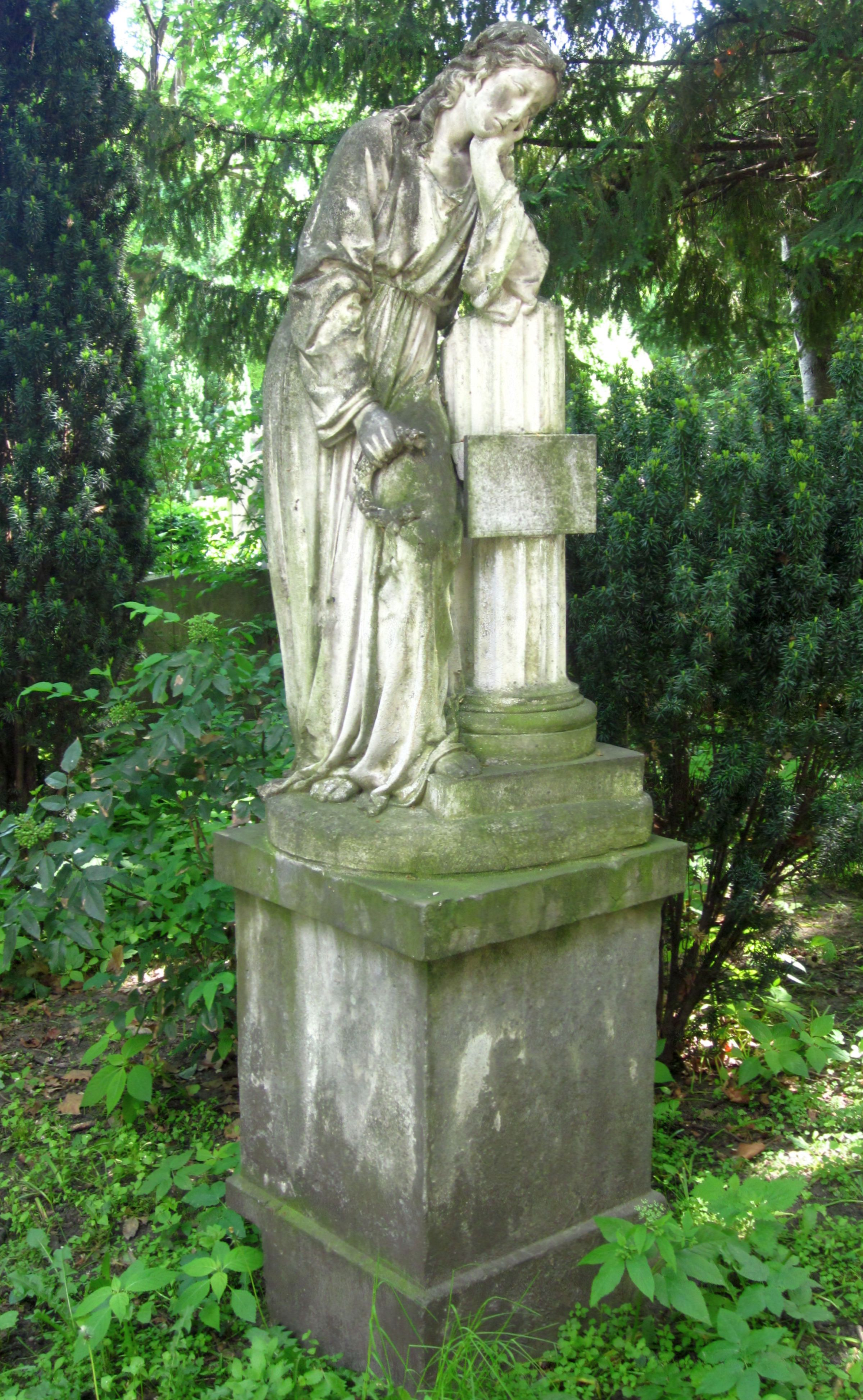
Statue typique d'une pleureuse (sépulture H.P. Zimmer) d'après un modèle du sculpteur Christian Warth (1836-1890), commercialisé par Villeroy & Boch.

## Personnalités inhumées
- Curt Agthe (de) (1862-1943), peintre

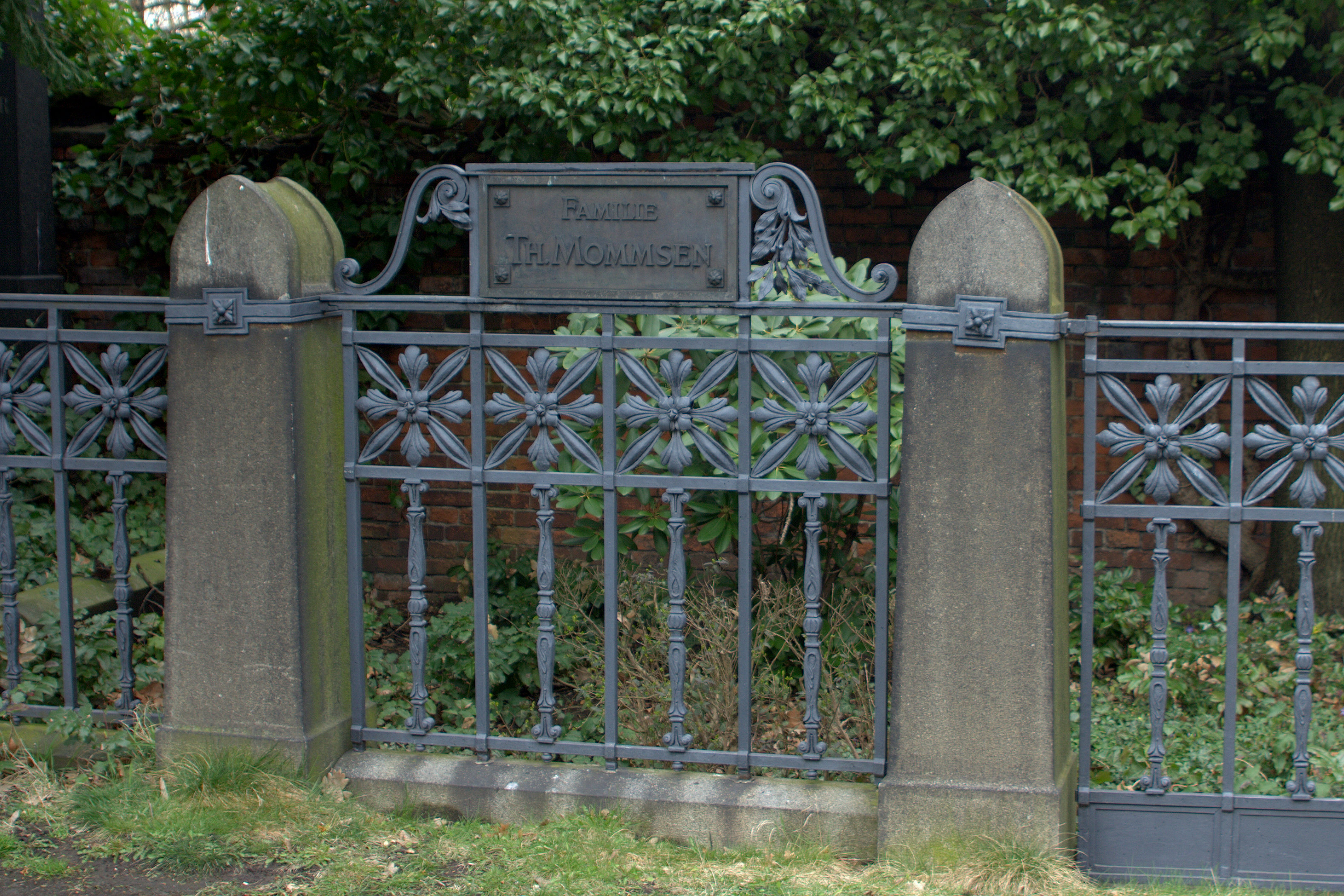
Sépulture négligée de Theodor Mommsen.

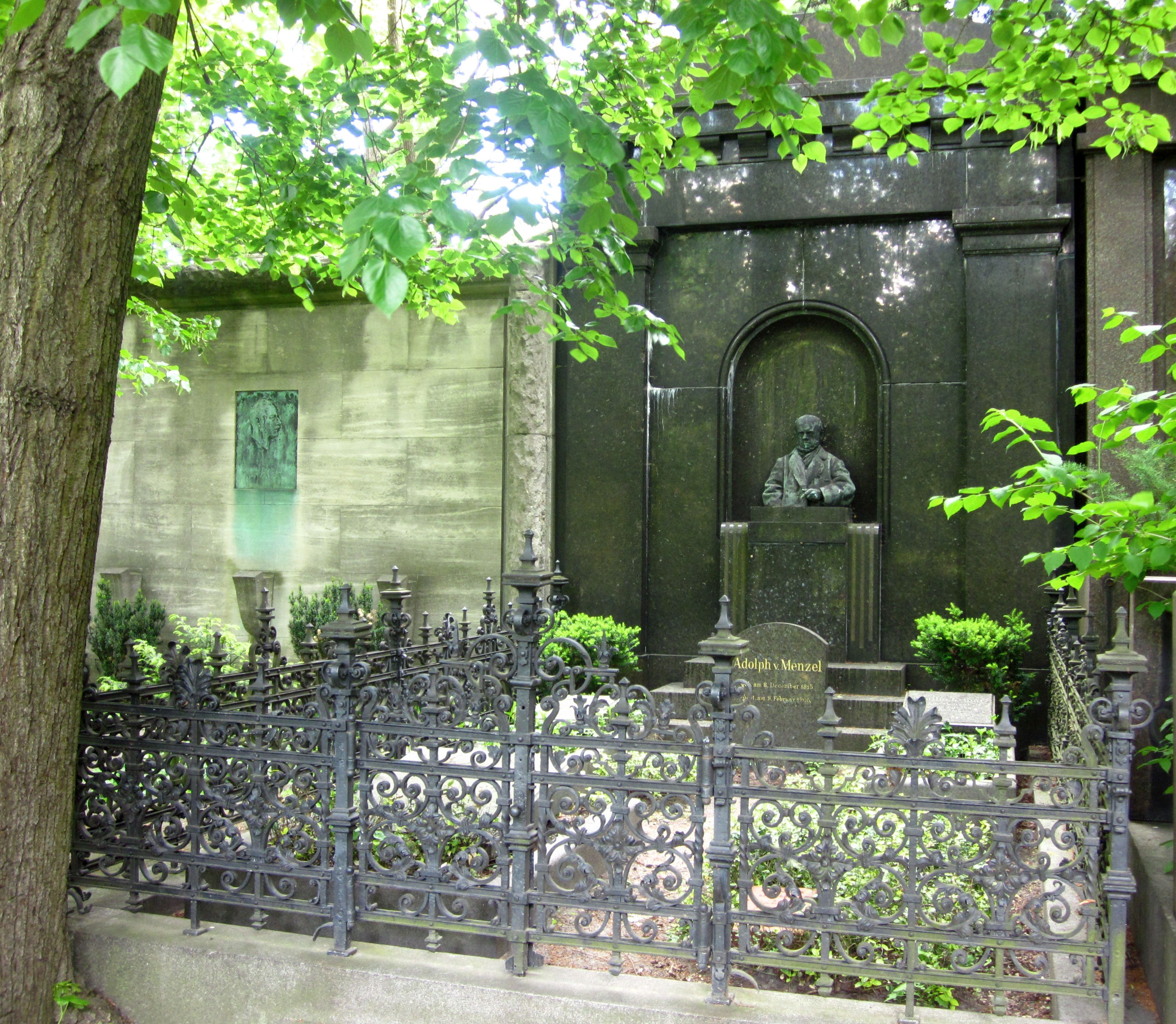
Sépulture murale avec buste (par Reinhold Begas) du peintre Adolph von Menzel.

- Woldemar Bargiel (1828-1897), compositeur et pédagogue
- Friedrich Eduard Beneke (1798-1854), philosophe
- Franz Bopp (1791-1867), philologue et linguiste
- Richard Borrmann (1852-1931), historien
- Karl Bötticher (1806-1889), architecte
- Fredy Budzinski (1879-1970), journaliste
- Friedrich Eichhorn (1759-1856), ministre
- Julius Einödshofer (de) (1863-1930), compositeur
- Martin Gropius (1824-1880), architecte
- Arthur von Gwinner (de) (1856-1931), banquier
- Johann Georg Halske (1814-1890), industriel et inventeur
- Wilhelm Hauchecorne (1828-1900), géologue
- Robert Held (de) (1862-1924), industriel
- Karl Wilhelm Ludwig Heyse (de) (1797-1855), philologue
- Cuno Horkenbach (de) (1883-1968), éditeur
- Johann Christian Jüngken (de) (1793-1875), chirurgien
- Charlotte von Kalb (1761-1843), écrivaine
- Georg Klingenberg (de) (1870-1925), ingénieur
- August Kopisch (1799-1853), peintre
- Walter Kyllmann (de) (1837-1913), architecte
- Karl Lachmann (1793-1851), philologue
- Karl von Lukas (de) (1860-1932), général
- Philipp Konrad Marheineke (1780-1846), théologien
- Conrad Matthies (de) (1807-1856), théologien
- Adolph von Menzel (1815-1905), peintre, graveur et illustrateur
- Eberhard von Minckwitz (de) (1910-1995), homme politique
- Karl Mommsen (de) (1861-1922), député du Reichstag
- Theodor Mommsen (1817-1903), historien
- Johann Gottfried Niedlich (1766-1837), peintre
- Albert Orth (de) (1835-1915), agronome
- August Orth (1828-1901), architecte
- Carl von der Osten-Sacken (de) (1726-1794), ministre
- Georg Heinrich Pertz (1795-1876), historien
- Karl Ferdinand Ranke (1802-1876), philologue
- Friedrich von Raumer (1781-1873), historien
- Dietrich Reimer (de) (1818-1899), éditeur
- Georg Andreas Reimer (1776-1842), éditeur
- Georg Ernst Reimer (de) (1804-1885), éditeur
- Friedrich Schleiermacher (1768–1834), théologien
- Christoph von Sethe (de) (1767-1855), juriste
- Heinrich Steffens (1773-1845), écrivain
- Karl vom Stein zum Altenstein (1770-1840), homme politique prussien
- Adolf Stoecker (1835-1909), homme politique et théologien
- Karl von Thielen (1832-1906), ministre
- Ludwig Tieck (1773-1853), poète, traducteur, éditeur, romancier et critique
- Albert Traeger (1830-1912), député du Reichstag
- Georg Wertheim (de) (1857-1939), industriel

### Tombes célèbres disparues
- Ferdinand Bellermann (1814-1889), peintre et naturaliste
- Carl Blechen (1798-1840), peintre paysagiste professeur à l'Académie des arts de Berlin
- Moriz Haupt (1808-1874), philologue
- Johann Ernst Plamann (1771-1834), pédagogue
- Georg Wilhelm von Raumer (1800-1856), historien
- Arnold Rieck (1876–1926), humoriste, comédien et chanteur